# Списък на древногръцки философи
А — Б — В — Г — Д — Е — Ж –
З — И — Й — К — Л — М — Н –
О — П — Р — С — Т — У — Ф –
Х — Ц — Ч — Ш — Щ — Ъ — Ю –
Я

## А
- Анаксимандър
- Анаксимен
- Аристотел

## Д
Демокрит

## П
Платон

## С
Сократ

## Т
- Талес

## Я
А — Б — В — Г — Д — Е — Ж –
З — И — Й — К — Л — М — Н –
О — П — Р — С — Т — У — Ф –
Х — Ц — Ч — Ш — Щ — Ъ — Ю –
Я